# Freya Parks
Freya Parks (* 28. November 1999 in London) ist eine britische Schauspielerin.

## Leben und Karriere
Parks wurde am 28. November 1999 in London geboren. Ihr Debüt gab sie 2009 in dem Film Creation. Anschließend war sie 2011 in Jane Eyre zu sehen. Außerdem wurde sie 2012 für den Film Les Misérables gecastet. Im selben Jahr trat sie in der Serie The Adventures of Nick Nickelby auf.
2016 bekam Parks in dem Film Bliss! eine Hauptrolle. 2018 war sie Teil der Tournee-Bühnenproduktion des Musicals Teddy. Unter anderem spielte Parks 2020 in der Serie Here We Go mit. 2024 setzte sie ihre Karriere in This Town fort.

## Filmografie
Filme
- 2009: Creation
- 2011: Jane Eyre
- 2012: Les Misérables
- 2016: Bliss!
- 2022: The School for Good and Evil

Serien
- 2012: The Adventures of Nick Nickelby
- seit 2020: Here We Go
- 2024: This Town